# Carpenter (Mondkrater)
Carpenter ist ein Einschlagkrater auf dem Mond am nordwestlichen Rand der Mondvorderseite. Er liegt nördlich von Anaximander und südöstlich von Anaximenes. Der Wall weist Terrassierungen auf und es gibt einen zweigeteilten Zentralberg.
| Buchstabe | Position           | Durchmesser | Link |
| --------- | ------------------ | ----------- | ---- |
| T         | 70,27° N, 58,64° W | 9 km        |      |
| U         | 70,62° N, 57,04° W | 25 km       |      |
| V         | 71,9° N, 54,66° W  | 6 km        |      |
| W         | 72,37° N, 60,19° W | 10 km       |      |
| Y         | 71,86° N, 63,01° W | 8 km        |      |

Der Krater wurde 1935 von der IAU nach den Astronomen James Carpenter (1840–1899) und Edwin Francis Carpenter (1898–1963) benannt.